# We Gotta Pray
We Gotta Pray é uma canção recordada pela cantora americana Alicia Keys lançada em 3 de Dezembro de 2014 em seu canal do Youtube/Vevo.

## Antecedentes
Keys foi uma das muito artistas que, ao lançar uma música publicamente, reagiram à decisão do grande júri de não indiciar o policial responsável pela morte de Eric Garner. Embora tenha sido divulgada na mesma noite em que a decisão de não acusação foi anunciada, a música foi escrita meses antes. Em uma entrevista ao The New York Times, Keys afirmou que ela foi inspirada a escrever a música depois de ter sido tocada pela morte de Michael Brown em Ferguson. A música foi postada em sua conta do YouTube em 3 de dezembro de 2014. Keys postou em sua conta do twitter "eu escrevi #WeGottaPray há um tempo atrás, mas as letras nunca significaram mais para mim do que durante esse período".

## Composição
"We Gotta Pray" é considerada a resposta de Keys às controvérsias da brutalidade policial e os assassinatos de Eric Garner e Michael Brown, que causaram protestos em todo o país nos Estados Unidos.

## Videoclipe
O vídeo da música consiste em várias fotos de manifestantes e citações de importantes ativistas de direitos civis.